# Burg Wernberg

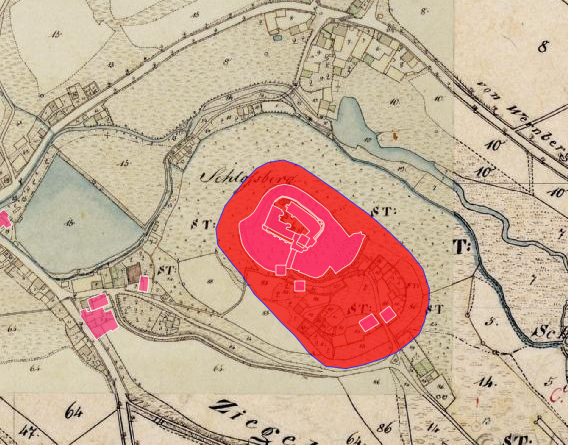
Lageplan von Burg Wernberg auf dem Urkataster von Bayern

Die Burg Wernberg befindet sich im Oberpfälzer Wald in Bayern in einer Spornlage (415 m ü. NN) über dem Markt Wernberg-Köblitz. Die Burganlage ist gut erhalten und wurde bis auf wenige Jahre durchgehend genutzt. Nachdem die Burg bis 2019 ein Hotel gehobener Klasse samt Restaurant beherbergte, ist sie seit 2020 einer von vier Standorten der privaten Vincera Kliniken für psychosomatische Medizin und Psychotherapie. Die Anlage ist unter der Aktennummer D-3-76-150-23 als denkmalgeschütztes Baudenkmal von Wernberg verzeichnet. Ebenso wird sie als Bodendenkmal unter der Aktennummer D-3-6439-0013 im Bayernatlas als „archäologische Befunde und Funde im Bereich der mittelalterlichen Burg Wernberg“ geführt.

## Lage
Die Burg liegt an einer Stelle, an der sich wichtige Verkehrswege von Süden nach Norden mit solchen von Osten nach Westen kreuzen und kreuzten: Heute sind es die A93, eine wichtige Nordsüdverbindung, und die A6, die Westeuropa mit dem östlichen Mitteleuropa verbindet.

## Geschichte

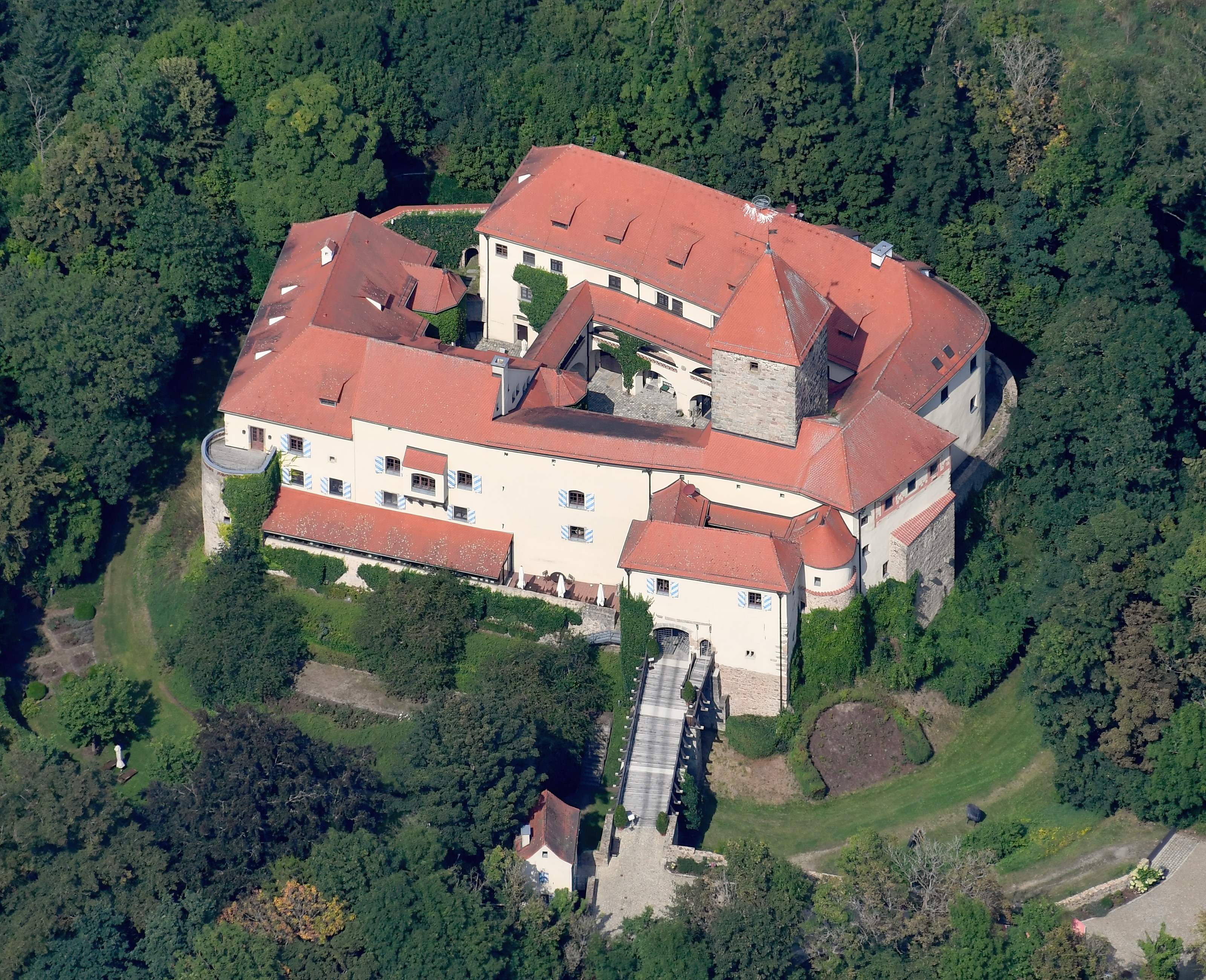
Luftbild der Burg Wernberg

Burg Wernberg lag inmitten des ausgedehnten Herrschaftsgebietes der Landgrafen von Leuchtenberg. 1280 wurde die Burg in einem Kaufvertrag erstmals genannt. Die Leuchtenberger übereigneten die Burg mit dem Namen „Werdenberch“ an Konrad von Paulsdorf. Dessen Tochter Adelheid heiratete Engelhard Nothaff von Wildstein, wodurch Wernberg in den Besitz der Familie Notthafft gelangte. 1367 trug Heinrich I. Nothaft seine freieigene Burg Wernberg dem Königreich Böhmen zu Lehen auf; das Lehensband mit Böhmen hatte bis zum Pressburger Frieden von 1805 Bestand.
Die Burg Wernberg war der Stammsitz der Wernberger Linie der Familie Nothaft. 1509 veräußerten sie Georg, Kaspar, Heinrich, Hans und Bernhard Nothaft Wernberg an Georg Wispeck von Velburg. 1530 gelangten Burg und Herrschaft Wernberg durch Kauf wieder an die Landgrafen von Leuchtenberg. Nach dem Aussterben der Leuchtenberger Linie gelangte Wernberg 1647 an die Wittelsbacher und ab 1714 an Kurbayern. Bis ins 19. Jahrhundert waren auf der Burg verschiedene landesherrliche Ämter untergebracht; das Bauwerk fungierte ab der Neuordnung bayerischer Amtsbezirke zwischen 1802/03 und 1822 als zuerst als Rentamt und von 18023-1854 als Forstamt. Danach war es kurzzeitig eine Haftanstalt. Seit 1861 diente das alte Gemäuer als Zwangsarbeitshaus und Rettungsanstalt für gefallene Frauen und verwahrloste Mädchen. 1873 wurde der Abbruch des historischen Bauwerkes erwogen, was aber verworfen wurde. 1918 gelangte die Burg in den Besitz der Grafen Schall-Riacour, die sie zuletzt als Flüchtlingsunterkunft vermietet hatten.

### Burg Wernberg als Sitz der Nothaft und Leuchtenberg
Im Mittelalter und der Frühen Neuzeit verliefen in südnördlicher Richtung die Magdeburger Straße, die vom Alpenraum bis an die Ostsee führte. Von Ost nach West führte die sogenannte „verbotene Straße“, eine Alternativroute zur „Goldenen Straße“, die die Zentren Frankfurt, Nürnberg und Prag verband.
Obwohl bauliche Überreste darauf hindeuten, dass die Burg schon älter ist, wird sie erst 1280 erstmals urkundlich erwähnt, als die Landgrafen Friedrich II. und Gebhard IV. von Leuchtenberg sie an Konrad von Paulsdorf verkauften. Konrad von Paulsdorf überschrieb die Burg wiederum seinem Schwiegersohn Heinrich Notthafft von Wildstein als Hochzeitsgut. Im Jahr 1367 stellten die Nothaft die freie Burg Wernberg unter die Lehensherrschaft der böhmischen Krone. Das Lehensband mit Böhmen hatte bis zum Preßburger Frieden von 1805 Bestand. Mit der Hochgerichtsbarkeitsbelehnung im Jahre 1406 durch König Ruprecht erreichten die Nothaft die Ausprägung einer vollständigen, von anderen Landesherren unabhängigen Herrschaft. Bis ins Jahr 1509 blieb Burg Wernberg im Besitz der Notthafft, von denen Heinrich der Reiche die Burg im Zusammenhang der Hussitenkriege fortifikatorisch ausbaute, ehe sie an Jörg Wiespeck veräußert wurde. Dessen Sohn Adam verkaufte die Burg um 1530 gemeinsam mit dem Markt Luhe an den Landgrafen Johann IV. von Leuchtenberg. Dieser gestaltete den Burghof im Renaissancestil um.
Im Dreißigjährigen Krieg wurde die Burg Wernberg 1621 durch Mansfeldische Truppen eingenommen und geplündert. 1634 besetzten erst schwedische, dann kaiserliche Truppen das Schloss. Am Ende des Krieges war die Burg in einem desolaten Zustand.

### Burg Wernberg zwischen 30-Jährigem Krieg und dem Ende des alten Reiches

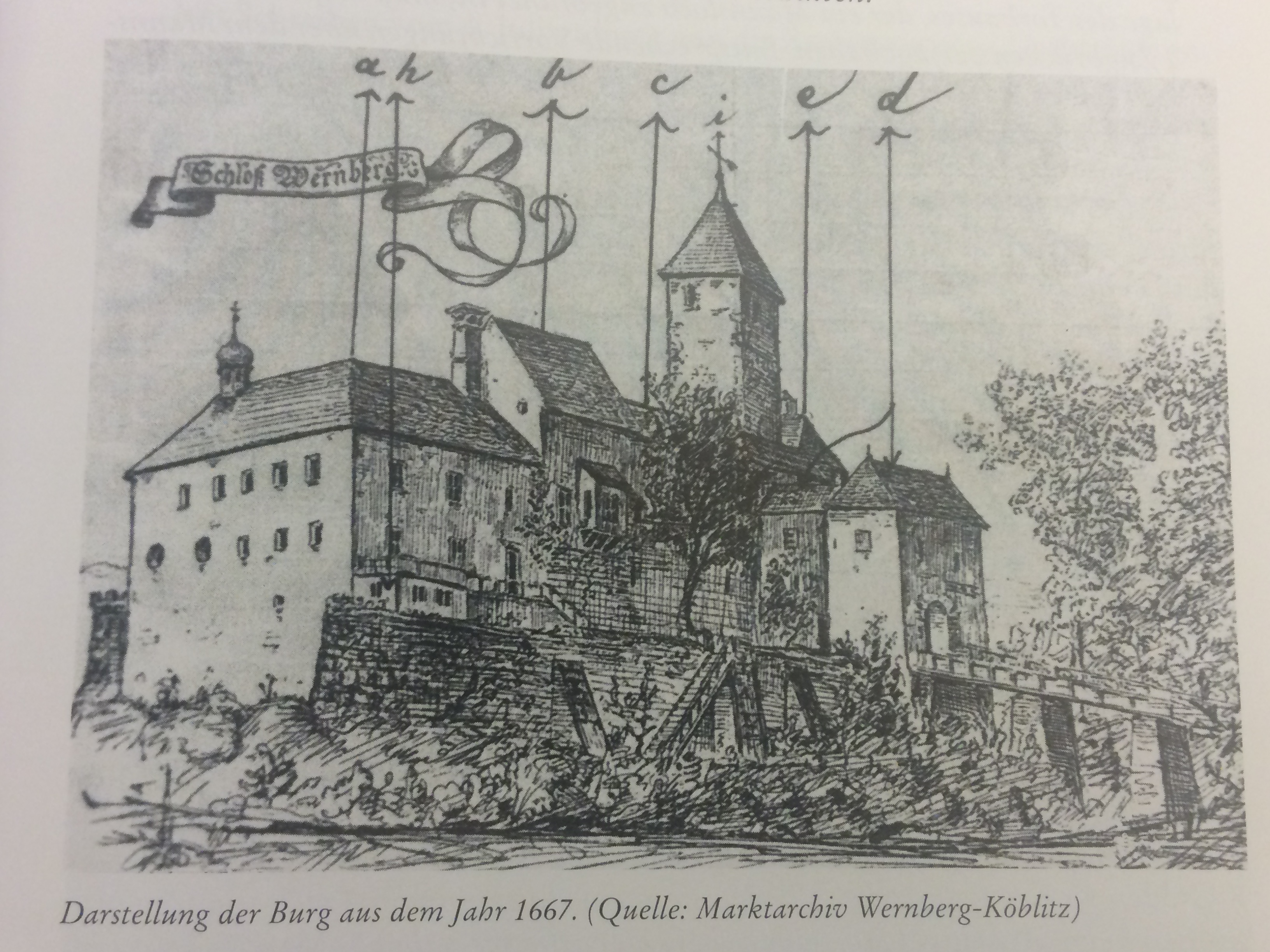
Darstellung Burg Wernberg aus dem Jahr 1667

Das Geschlecht der Leuchtenberger starb 1646 mit Maximilian Adam von Leuchtenberg aus. Damit fiel die Burg Wernberg wie die Herrschaft Wernberg nun als erledigtes Lehen der böhmischen Krone und der Kur-Oberpfalz heim, Das böhmische Lehen wurde 1650 an Graf Franz Christoph von Khevenhüller ausgegeben, der unmittelbar darauf verstarb. Zu einer kur-oberpfälzischen Belehnung kam es nicht. Die Erben Khevenhüllers verkauften ihre Ansprüche noch im gleichen Jahr an den Kurfürsten Maximilian von Bayern, welcher die Burg auf seinen Sohn Maximilian Philipp Hieronymus übertrug. Da dieser im Jahr 1705 verstarb, ohne einen Erben zu hinterlassen, zog Kaiser Josef I. in seiner Funktion als böhmischer König die Herrschaft Wernberg als böhmisches Lehen ein und verlieh sie an den seinen Oberstallmeister, den Fürsten Matthias Leopold von Lamberg.
Nach dem Spanischen Erbfolgekrieg wurde die Herrschaft Wernberg wieder den Wittelsbachern übertragen; sie nutzten die Burg von 1714 bis 1803 als leuchtenbergisches Pflegeamt.

### Burg Wernberg im 19. Jahrhundert
Im neuen Königreich Bayern (ab 1806) ging die Burg in den Besitz des bayerischen Staates über: Von 1805 bis 1822 war dort das Rentamt Nabburg. Dann wurde sie kurzzeitig als königliches Forstamt sowie als Zweigstelle der des Zwangsarbeitshauses Ebrach genutzt.
Ab dem Jahr 1860 war die Burg ein Mädchen- und Frauenheim unter der Obhut der Schwestern vom Guten Hirten, die ihre erste deutsche Niederlassung ab 1840 in München hatten: Es wurde als „Beschäftigungsanstalt für gefallene weibliche Personen“, sowie als „Rettungs- und Erziehungsanstalt für schulpflichtige verwahrloste Mädchen“ genutzt. Dieses Engagement hatte jedoch nur eine Dauer von sechs Jahren, weil es zu schwierig war, das Heim mit Wasser zu versorgen.
Von 1866 bis 1873 stand die Burg leer. Da Staat und die Gemeinde keinen Verwendungszweck für die Burg sahen, erwog man 1873 der Abbruch des historischen Bauwerkes; dies wurde aber dann verworfen und die Burg an verschiedene Privatpersonen verkauft: 1873 veräußerte der Staat die alte Burg für 1000 Gulden an den pensionierten preußischen Hauptmann Karl von Peritzhof. Ihm folgten 1891 Franz und Pauline Zapf, 1893 Major August Boshart und 1894 Major Otto Freiherr von Roman.
1899 wurde Rudolf Freiherr von Brenken der neue Besitzer und kaufte mit der Burg auch umliegende Grundstücke. Er veranlasste eine Innenrenovierung und ließ als großer Natur- und Jugendfreund den Park im Südosten sowie einen Tennisplatz anlegen. Die Bürger Wernbergs durften sowohl den Park als auch die sportlichen Anlagen nutzen. Daher verbessert sich das bis dahin oft eher distanzierte Verhältnis zwischen dem Burgherrn und den Bürgern der Gemeinde. Rudolf Freiherr von Brenken verstarb 1915 und fand seine letzte Ruhestätte im Bereich des ehemaligen Parks. Heute ist dort ein Wohngebiet.

### Burg Wernberg im 20. Jahrhundert
Die Erben von Brenkens verkauften 1918 die Burg für 175.000 Mark an den königlich sächsischen Rittmeister Andreas Graf Schall-Riaucour aus Dresden. Sowohl der Rittmeister als auch seine Familie lebten anfangs auf der Burg und behielten die Anlage bis 1992 in Familienbesitz. In diesen Zeitraum fällt auch ein verheerender Brand im Winter 1942, der den Westflügel sowie große Teile des sich anschließenden Südflügels fast völlig zerstörte. Lediglich die Schlosskapelle blieb – bis auf den Dachstuhl – von den Auswirkungen des Feuers verschont. Besonders verheerend wirkte sich aus, dass es auf dem Schlossberg nicht genug Wasser gab und eisige Temperaturen das Wasser, das aus dem tiefer liegenden Schilterbach auf die Höhe gepumpt werden sollte, in den Schläuchen gefrieren ließen. Zur Brandbekämpfung wurden auch französische Kriegsgefangene, die im Brauhaus von Wernberg interniert waren, herangezogen.
Der ausgebrannte Westflügel blieb bis 1946 als Ruine stehen; über dem beschädigten Kapellendachstuhl wurde ein Notdach errichtet. Erst nach dem Krieg, begann der Wiederaufbau.
Da es der Familie Schall-Riaucour nicht gelang, für eine ausreichende Wasserversorgung der Burg zu sorgen, wechselten die Einrichtungen, die die Burg nutzten, häufig: 1952 wurde auf der Burg Wernberg die Löw’sche Wasserkur angeboten, von 1963 bis 1980 war die Burg, gefördert vom Landessozialamt Niedersachsen ein Heim für körperlich und geistig behinderte Kinder. Das Heim wurde 1980 geschlossen und Burg Wernberg von diesem Zeitpunkt bis 1993 als Flüchtlingsunterkunft genutzt.
In den frühen 1980er Jahren gab es Überlegungen, die Burg in ein Museum umzuwandeln. 1992 verkaufte dann die Familie Schall-Riaucourt die teilweise unbewohnbare Burg an die Gemeinde Wernberg-Köblitz und diese verpachtete sie an die Firma Conrad Electronic. Am 15. Juli 1993 trafen die neuen Besitzer die Entscheidung für das heutige Burghotel, das von der Firma Conrad Electronic historisch saniert wurde.

### Burg Wernberg im 21. Jahrhundert
Das Unternehmen Conrad Electronic, die Gemeinde und öffentliche Förderungen investierten 27 Millionen Deutsche Mark, um die Burg zu einem erstklassigen Hotel auszubauen, das 1998 eröffnet wurde. Die Familie Conrad pachtete die Burg auf 99 Jahre. Im Juni 2019 schloss das Hotel.

## Bauwerk

### Baugeschichte
| Jahr                  | Baumaßnahme |
| --------------------- | --- |
| um 1250               | Bergfried nachweisbar |
| um 1280               | Wehrmauer, innenseitig Pultdächer |
| 14. Jh.               | Zwinger, Torbau, Graben, Wall, Pallas im Osten, Wohngebäude im Osten und Westen (gotische Bauphase)                                                          |
| 15. Jh.               | Arkaden, Innenhof, Lückenschluss zwischen Bergfried und Westbau (Renaissance)                                                                                |
| Dreißigjähriger Krieg | Schwere Schäden; notdürftiger Erhalt |
| 1720                  | Einsturz der Westmauer, neuer Pallas im Westen mit Überbauung des Zwingers (barocke Phase) Errichtung der Schlosskapelle mit Sakristei als freistehendem Bau |
| Um 1730               | Röhrenwasserleitung |
| 1860                  | Überlegungen zum Abriss der Burg, jedoch Verkauf an Hauptmann von Peritzhoff (1873); erste Umbauten für Wohnzwecke                                           |
| Um 1900               | Erweiterung des Schlossparks, dort auch Tennisplatz (auch für Gemeindemitglieder)                                                                            |
| 1919                  | Verkauf an Graf Schall-Riaucour |
| 1942                  | Brand im West- und Südflügel |
| 1992                  | Erwerb durch die Gemeinde Wernberg-Köblitz |
| 1998                  | Abschluss der Renovierungsarbeiten |

### Renovierung
Die Sanierungs- und Ausbauarbeiten begannen mit einer umfassenden Dokumentation. Im Zuge der Befunduntersuchung wurde der frühere südöstliche Eingang entdeckt, ebenso wie alte Fensterstöcke aus Sandstein oder Fragmente uralter Wandmalereien. Die vorhandene Bausubstanz und viele Fragmente aus dem 15./16. Jahrhundert wurden bei der Renovierung weitgehend einbezogen.
Zuerst sanierte man das Grundstück um die Burg, dann den Fürstensaal sowie die angrenzenden Räumlichkeiten wie die Bibliothek, den Kaminsaal und das Fachwerkzimmer; das heute als Standesamt des Markts Wernberg-Köblitz genutzt wird. Der eingestürzte ehemalige Fürstenbau (Palas) im Nordflügel wurde wieder errichtet und die Dachkonstruktionen, die z. B. aus dem 15./16. Jahrhundert stammen, wurden nach historischem Vorbild saniert sowie die Dächer neu eingedeckt. Gleichzeitig wurden störende Einbauten aus der Zeit der Nutzung als Kinderheim bzw. Flüchtlingsunterkunft entfernt. Dadurch sollten die historischen Raumgrößen wieder erfahrbar gemacht werden. Der ehemalige Wehrgang wurde ergänzt und der Innenhof beim Torhaus freigelegt. Die vorhandene Bausubstanz wurde so weit als möglich restauriert und erhalten. Die sanierte Burg war ab Mai 1998 bezugsfertig für die neue Nutzung als Tagungs- und Hotelbetrieb.
Für die modernen und großen Räume im „GedankenGebäude“, dem Seminarbereich des Hotels, sah der Bauhausarchitekt Michele De Lucchi einen separaten Neubau vor, welcher seinen Platz an der Stelle der ehemaligen Gärtnerei fand.

## Heutige Nutzung
Burg Wernberg wird seit 2020 als einer von vier Standorten der Vincera Kliniken für psychosomatische Medizin und Psychotherapie genutzt.